# 林和駿淫照事件
林和駿淫照事件，是一件發生於台灣的性侵害案件，其於2017年8月首次被揭露。主要嫌犯為林和駿，他涉嫌在2014年至2017年間，自網路上下載大量男子裸露照片，再以LINE、BeeTalk、Facebook Messenger等即時通訊軟體來假冒多重身分交友，以誘騙未成年少女交換不雅照。

## 事件曝光
2017年8月，內政部警政署刑事警察局在林和駿家中查扣多達120GB容量的未成年少女不雅照，受害者多達121人。警方依據《兒童及少年性剝削防制條例》及恐嚇罪移送法辦，臺灣臺北地方法院檢察署裁定以新臺幣5萬元交保。

## 初期審理
2018年4月11日，臺灣臺北地方法院檢察署認定共有83人受害，除一名成年女子外，其餘皆為未成年少女。該案件依違反《兒童及少年性剝削防制條例》及《刑法》與未滿16歲女子性交罪，而將嫌犯林和駿起訴。
據新聞媒體報導，林和駿會設專屬檔案，依據姓名、年齡、學校、身材評語、日期分類受害人照片。甚至假借約外拍的名義，誘拐未成年少女上床。林氏在臉書表示，曾抄寫多日佛經懺悔，並積極做公益及寫小說，也會接受法律制裁。

## 影響
2016年11月，林和駿在就讀慈濟科技大學醫學影像暨放射科學系時，曾以甄試入學之方式，錄取國立臺灣大學106學年度醫療器材與醫學影像研究所碩士班。但在2017年該案件爆發以後，臺大校方已於同年8月主動註銷林氏的錄取資格。

## 各界反應
- 中華民國教育部次長蔡清華指出，在規定上無法拒絕林和駿入學，但國立臺灣大學應先輔導並評估林和駿的狀況，如果沒有好轉、會影響其他同學，校方應建議他暫時休學，好轉後再回學校讀書[13][14]。
- 中華民國教育部學生事務及特殊教育司科長郭勝峯表示，尊重學校保障學生權益，會要求學校持續追蹤本案，若林和駿入學，要安排專業輔導人員依狀況需求擬定方案[14]。
- 中華民國教育部前任次長黃碧端表示，10位拿到哈佛大學入學許可的學生，因為在Facebook群組發不雅照片，被取消入學許可；國立臺灣大學卻指林和駿學生「入學資格不受影響」，這樣畏首畏尾怕引起社會反彈，這不是大學、更不是台大，台大的擔當到底在哪裡[15]。
- 國立臺灣大學法律系教授李茂生分析，不論其心理狀態，牽涉到兒少，台灣社會應該不會饒了林和駿[16]。
- 慈濟科技大學表示，林和駿為醫學影像暨放射技術系應屆畢業生，成績頂尖，各項表現不錯，得知此事，非常驚訝[17]。